# Hochwasserrückhaltebecken Schrebitz
Das Hochwasserrückhaltebecken Schrebitz ist ein Rückhaltebecken nach §§ 84 ff. SächsWG im Freistaat Sachsen am Krebsbach, einem Binnengewässer zweiter Ordnung. Es dient dem Hochwasserschutz von Schrebitz.

## Lage
Der Krebsbach durchfließt das Hochwasserrückhaltebecken im Hauptschluss. Er mündet etwa 2500 Meter unterhalb in den Grauschwitzbach, dieser bei Mügeln in die Döllnitz und diese wiederum am Hafen Riesa in die Elbe.

## Absperrbauwerk
Das Hochwasserrückhaltebecken Schrebitz ist Teil eines Systems von Stauanlagen im Einzugsgebiet der Döllnitz. Sie sind nach verheerenden Hochwasserereignissen von Anfang der 1950er bis Mitte der 1980er Jahre bei Döbeln in Mittelsachsen errichtet worden. Ihre Aufgaben bestehen darin, die nach häufig vorkommenden Starkniederschlägen und extremen Tauwetterlagen auftretenden Abflussspitzen der betreffenden Fließgewässer zurückzuhalten und danach, ohne Schäden zu verursachen, wieder abzuführen.

## Entstehungsgeschichte
Aufgrund der verheerenden Hochwasser in der Gemeinde Schrebitz besonders in den 1970er Jahren erteilte am 3. Januar 1982 die ehemalige Wasserwirtschaftsdirektion Saale-Werra, hier die Oberflussmeisterei Leipzig mit ihrem Sitz am Elsterwehr 1 dem Dipl.-Ing. Berger im Büro für Territorialplanung bei der Bezirksplankommission Leipzig mit ihrem Sitz in der Querstraße 20 bis 28 den Auftrag, ein Hochwasserrückhaltebecken für den Ort Schrebitz zu berechnen. Diese legte der Planer Becker am 2. März 1982 vor. Auf dieser Grundlage stellte die Wasserwirtschaftsdirektion Saale-Werra am 24. April 1984 einen Antrag beim Ministerrat der DDR und speziell dort an die Staatliche Plankommission mit ihrem Sitz in Berlin, die diesen Standort am 15. Mai 1983 mit der Bezeichnung „Hochwasserrückhaltebecken Schrebitz Nr. 071“ genehmigte. Die darauffolgenden Bauarbeiten wurden dann durch den staatlichen Betrieb mit der Bezeichnung „Verkehrs- und Tiefbau (VTK) Leipzig, KB4 Döbeln“ durchgeführt. Nach erfolgreicher Beendigung der Bauarbeiten erteilte am 1. September 1987 die damalige Staatliche Gewässeraufsicht die wasserrechtliche Nutzungsgenehmigung mit der Nr. 42/417/0151/87, 13045/1099/87.

## Baubeschreibung
Das als sogenanntes „Grüne Becken“ errichtete Bauwerk besteht aus einem 80 m langen und 4 m hohem Damm aus lösshaltigem Erdstoff, welcher 3 m breit ist. Der Grundablass besteht aus einem Betonglockenmuffenrohr mit der Nennweite 1200. Die eigentliche Hochwasserentlastung besteht aus dem Grundablass, welcher den Einlaufschacht bildet und dem dazugehörigen Grundablaufstollen. Das dazugehörige Freibord hat eine Höhe von 0,7 m.

## Zuständigkeiten
Während der DDR-Zeit war die Wasserwirtschaftsdirektion Saale-Werra, hier die Oberflussmeisterei Leipzig zuständig. Nach Einführung des württembergischen Wassergesetzes in Sachsen wechselte die Zuständigkeit am 30. Mai 1996 auf die Gemeinde Schrebitz, welche sich durch den damaligen Schrebitzer Bürgermeister Stephan Komp gegen die Übernahme wehrte, da sich die Kommune mit der Übernahme der Verpflichtungen eines überregionalen Hochwasserschutzes überfordert sah. 1999 ging die Rechtsträgerschaft aufgrund der Gemeindegebietsreform in Sachsen auf die Gemeinde Ostrau über. Aufgrund der Ereignisse durch das verheerende Jahrhunderthochwasser in Sachsen 2002 erfolgte eine Korrektur des sächsischen Wassergesetzes. Seit 2005 ist die Landestalsperrenverwaltung Sachsen für den Betrieb der wassertechnischen Anlage zuständig und die Anlage wird über die Talsperrenmeisterei Untere Pleíße in Rötha beziehungsweise deren unterstellten Dienststelle, der Stau- und Flussmeisterei Grimma, betreut und gewartet. 2009 erfolgte eine Modernisierung und der Einbau einer Online-Überwachung durch den Meisterbereich, welcher umweltfreundlich mit Solarstrom betrieben wird. Einmal täglich ruft ein Datenserver die aktuellen Betriebsdaten des Hochwasserrückhaltebeckens ab und überprüft Füllmengen und Alarmkennzeichen. Ein Mitarbeiter des Meisterbereiches fährt regelmäßig vor Ort und inspiziert die Situation.

## Besonderheiten
Die Berechnungen des Planers Becker des gegen das sogenannte Jahrhunderthochwasser errichteten Bauwerkes erwiesen sich als falsch. Besonders das plötzliche Auftreten von hohem Oberflächenwässern nach Starkregen nach den Ernten oder während der Schneeschmelzen, zuletzt 2006, führten regelmäßig zu unkontrollierbaren Überläufen des vorhandenen Stauraums und Einfluss des überschüssigen Wassers in den Freifluter. Der Hochwasserschutz des Beckens wurde somit nur teilweise erfüllt. Darum erfolgen 2010 bereits beauftragte Planungen für eine grundhafte Erneuerung und eine Vergrößerung der Aufnahmemenge, welche bis 2012 baulich ausgeführt werden.

## Erwähnte Hochwasser in Schrebitz
- 19. Mai 1906[4]
- 1967
- 1968
- 1. September 1977
- 4. September 1977[2]
- 2006